# Lorraine-Dietrich 16 CV
Lorraine-Dietrich 16 CV ist die Bezeichnung für mehrere Pkw-Modelle von Lorraine-Dietrich in Frankreich. CV ist ein Hinweis auf Cheval fiscal, der damaligen steuerlichen Einstufung in Frankreich.

## Die Modelle im Einzelnen
- Lorraine-Dietrich Type DI von 1906
- Lorraine-Dietrich Type EI von 1907
- Lorraine-Dietrich Type VHH von 1911 bis 1914